# Ханин, Макар Андреевич
Макар Андреевич Ханин (род. 17 марта 2005, Салават, Башкортостан) — российский хоккеист, нападающий.

## Биография
Воспитанник школы «Юрматы» (Салават). В 2016 году перешёл в петербургское «Динамо». В сезоне 2021/22 выступал в команде НМХЛ «Динамо-576». С сезона 2022/23 стал играть в команде МХЛ МХК «Динамо», бо́льшую часть следующего сезона провёл в команде ВХЛ «Динамо» СПб. На драфте НХЛ 2024 года был выбран в 7-м раунде под общим 210-м номером клубом «Монреаль Канадиенс». 26 августа 2024 года заключил однолетний двусторонний контракт с московским «Динамо». В начале сезона 2024/25 сыграл два матча за петербургское «Динамо», с октября стал выступать в МХЛ за МХК «Динамо» Москва. 12 октября 2024 года в домашнем матче «Динамо» против «Салавата Юлаева» (4:2) дебютировал в КХЛ.